# Michelangelo Pepe
Michelangelo Pepe (Roma, 26 giugno 1961) è un regista italiano.

## Regia
Dal 1995 è stato il regista dei servizi di Alberto Angela per SuperQuark; dal 2005 al 2011 è stato il regista del programma Ulisse - Il piacere della scoperta di Piero e Alberto Angela. Dal 2011 è stato il regista del programma Geo & Geo per Rai 3 condotto da Sveva Sagramola. Dal 2013 è il regista di Geo condotto da Sveva Sagramola ed Emanuele Biggi. 
Nel 2015 ha firmato la regia di E lasciatemi divertire, condotto da Pino Strabioli, che ha visto il ritorno in Tv di Paolo Poli. Nel 2016 è stato il regista di Colpo di scena per Rai 3, sempre condotto da Pino Strabioli. Ha firmato la regia del Premio Strega 2014, per la prima volta su Rai 3. 
Per Superquark ha anche realizzato più di trenta reportage in proprio.